# Xelia Mendes-Jones
Xelia Mendes-Jones (...) è un attore britannico.

## Biografia
Xelia Mendes-Jones è per metà indiano ed è cresciuto a Londra. Ha frequentato la scuola elementare di Coleridge e il North London Collegiate School. È stato un lanciatore di giavellotto con London Heathside e ha giocato a calcio giovanile come centrocampista con le Tottenham Hotspur Ladies nella stagione 2009-2010.
Mendes-Jones ha continuato a studiare storia medievale al St Catharine's College nel 2016. Si è formato all'Identity School of Acting.
Nel 2023 ha interpretato Renna nella serie di Amazon MGM Studios La Ruota del Tempo. È apparso come attore protagonista insieme a Maisie Williams nel video musicale She's on My Mind di Romy, pubblicato nel dicembre 2023.
Nel 2024 ha conosciuto maggiore fama nel ruolo principale di Dane nella serie Fallout, e ha anche un ruolo da protagonista nel film Havoc.

## Filmografia

### Cinema
- Havoc, regia di Gareth Evans (2025)

### Televisione
- La Ruota del Tempo (The Wheel of Time) – serie TV, 4 episodi (2023)
- Fallout – serie TV (2024-)

## Doppiatori italiani
Nelle versioni in italiano delle opere in cui ha recitato, Xelia Mendes-Jones è stato doppiato da:
- Rachele Paolelli ne La Ruota del Tempo
- Nico Guerzoni in Fallout